# Solomon Okoronkwo
Solomon Okoronkwo, född den 2 mars 1987 i Enugu, Nigeria, är en nigeriansk fotbollsspelare. Vid fotbollsturneringen under OS 2008 i Peking deltog han det nigerianska U23-laget som tog silver.